# 王熙 (东晋)
王熙（？—？），字叔和，小字齐，太原郡晋阳县（今山西省太原市），东晋都督浙江东五郡诸军事、镇军将军、会稽内史王蕴第三子，东晋外戚、官员。

## 生平
王熙娶鄱阳公主，官至太子洗马，早年去世。

## 其他
羊孚年轻时才智卓越，他和谢混关系很好。羊孚曾经在早上前往谢混家，还没吃饭，一会儿王熙和弟弟王爽来了。王家兄弟先前不认识羊孚，就座的时候脸色很难看，希望羊孚离开。羊孚不理睬他们，把脚架在几案上，无拘无束地吟咏顾盼。谢混和王家兄弟说了几句寒暄的话后，继续和羊孚清谈，王家兄弟才明白羊孚的神奇，于是就一起清谈。一会儿摆下饭菜，王家兄弟都顾不上吃饭，只是和羊孚清谈。羊孚却不怎么应对他们，只是大口吃饭。饭后羊孚要离开，王家兄弟苦苦挽留，羊孚却坚持要走，只说：“刚才没有遵命离去，是因为我腹中很饿。”

## 家庭

### 兄弟姐妹
- 王华
- 王恭，东晋都督兖青冀幽并徐州晋陵诸军事、平北将军、兖青二州刺史、假节
- 王法慧，孝武定皇后
- 王爽，东晋侍中
- 王履